# Ger van Roon

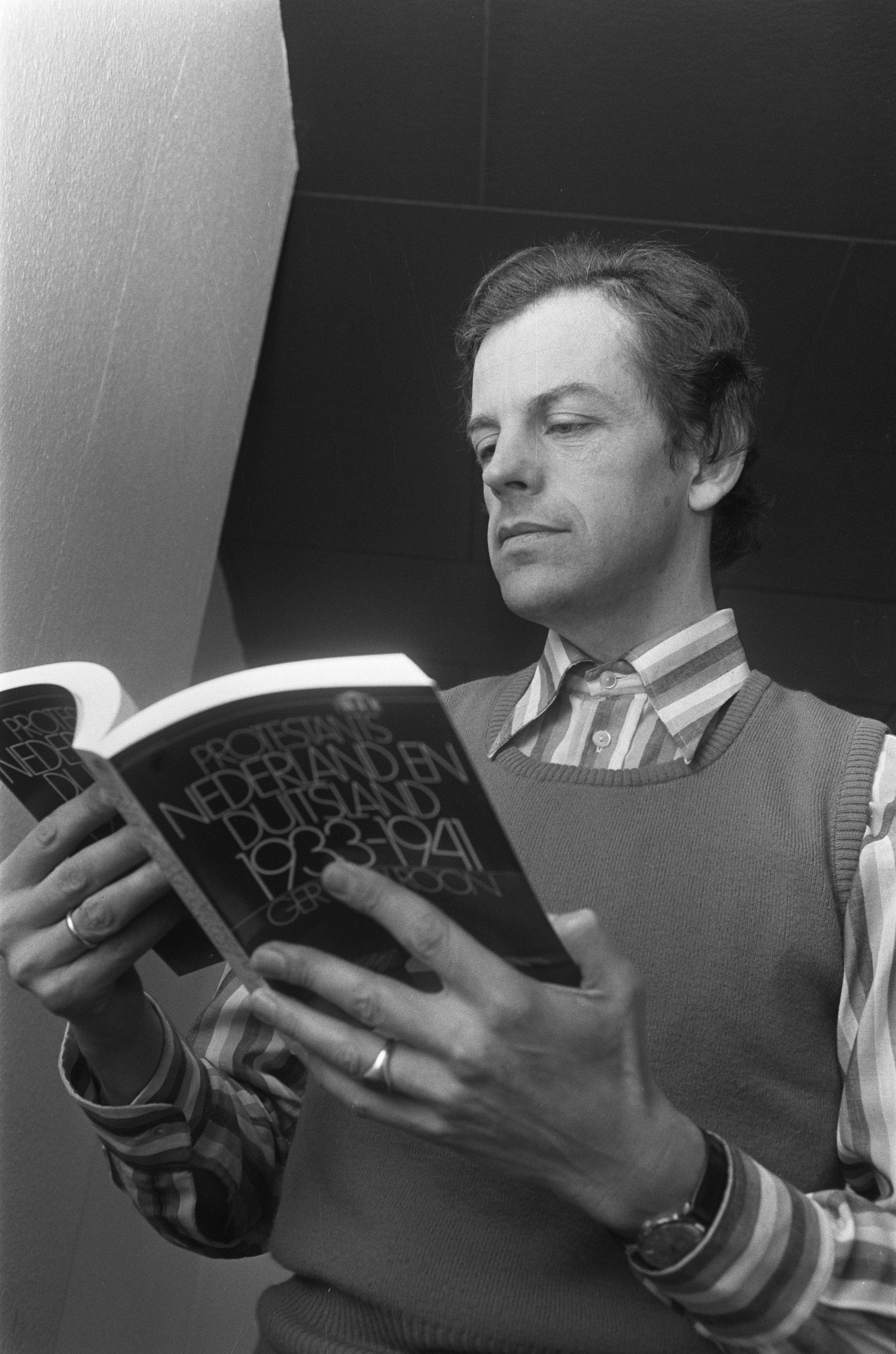
Ger van Roon mit seinem Buch Protestants Nederland en Duitsland 1933–1941 (1974)

Gerrit van Roon (* 8. September 1933 in Rotterdam; † 27. Dezember 2014 in Amsterdam) war ein niederländischer Historiker.
Van Roon studierte von 1957 bis 1961 in Amsterdam Geschichte. 1967 promovierte er an der Freien Universität Amsterdam mit der Arbeit „Neuordnung im Widerstand. Der Kreisauer Kreis innerhalb der deutschen Widerstandsbewegung“. Seine Promotionsschrift war „die erste große wissenschaftliche Untersuchung“ über den Kreisauer Kreis. „Van Roons Pionierarbeit gab den Anstoß zu weiteren Forschungen.“ Ab 1977 lehrte van Roon als Professor für Neueste Geschichte an der Freien Universität Amsterdam. Sein Buch Het Duitse verzet tegen Hitler von 1968 erschien 1979 auf Deutsch als Widerstand im Dritten Reich: Ein Überblick. 1998 erreichte es die siebte Auflage.